# Bakoko (Sprache)
Bakoko (auch Basoo) ist eine Bantusprache und wird von circa 50.000 Menschen in Kamerun gesprochen. Sie ist in der Region Littoral und dem Département Océan in der Region Sud verbreitet. 

## Klassifikation
Bakoko ist eine Nordwest-Bantusprache und gehört zur Basaa-Gruppe, die als Guthrie-Zone A40 klassifiziert wird.
Sie hat die Dialekte Adie (auch Elog Mpoo, Basoo Ba Die und Basoo D’edea), Bisoo (auch Basso, Basoo Ba Likol und Adiangok), Mbang (auch Dimbambang), Yabyang (auch Yabyang-Yapeke), Yakalak (auch Yakalag), Yapoma und Yassuku (auch Yasoukou, Yasug und Yasuku).